# آرون كوندناني
آرون كوندناني  أستاذ جامعي بريطاني يحاضر في قسم الإعلام، والثقافة، والاتصالات في جامعة نيويورك، وكذلك في قسم الدراسات المتعلقة بالإرهاب في كلية جون جي. كان زميلاً زائراً في جامعة ليدن، هولندا. وعمل رئيس تحرير مجلة «ريس آند كلاس». تدور اهتماماته ودراساته بقضايا العرق، والعنف السياسي، والمراقبة، والتطرف والإسلاموفوبيا. يعيش في نيويورك منذ 2010 .

## مؤلفاته
- المسلمون قادمون: الإسلاموفوبيا والتطرف والحرب الداخلية على الإرهاب (2014)
- نهاية التحمّل: العنصريّة في بريطانيا القرن الواحد والعشرين[2]